# Notti bianche (romanzo)
Notti bianche (Eight White Nights) è un romanzo del 2010 dello scrittore statunitense André Aciman, ispirato al racconto di formazione Le notti bianche di Fëdor Dostoevskij.
In Italia il romanzo, uscito il 13 gennaio dell'anno successivo, è stato pubblicato da Guanda.

## Trama
Durante la Vigilia di Natale, il giovane protagonista del romanzo si trova catapultato controvoglia ad una rumorosa festa, (un incubo, come la definisce lui), ma che in realtà si rivela è l'inizio di un sogno, dato che nel trambusto totale conosce una ragazza, Clara: ella è bella, colta, irriverente, che subito lo fa innamorare ed inizia con lui una travagliata schermaglia amorosa. Insieme al desiderio, però, in loro, specialmente in lui, cresce la paura struggente che tutto, com'è cominciato, possa di colpo finire presto; ma l'incanto si rinnova sera dopo sera, in un percorso circolare che li conduce fin sulla soglia del nuovo anno, all'inizio di un amore destinato a durare.

## Edizioni
- André Aciman, Notti Bianche, traduzione di Valeria Bastia, Milano, Guanda, 2010, ISBN 978-88-608-8577-7.